# Úrvalsdeild Karla 2020
La Úrvalsdeild Karla 2020 (conocida como Pepsi Deild Karla al ser patrocinada por Pepsi) fue la edición número 109 de la Úrvalsdeild Karla. La temporada comenzó el 13 de junio de 2020 y finalizó el 30 de octubre de 2020.
La temporada fue suspendida el 7 de octubre y se abandonó el 30 de octubre, debido a la Pandemia de COVID-19 en Islandia. La clasificación final se basó en los puntos por partidos jugados.

## Sistema de competición
Los doce equipos participantes jugarán entre sí todos contra todos dos veces totalizando 22 partidos cada uno, al término de la jornada 22 el primer clasificado obtendrá un cupo para la segunda ronda de la UEFA Champions League 2020-21, mientras que el segundo y tercer clasificado obtendrán un cupo para la primera ronda de la UEFA Europa Conference League 2020-21; por otro lado los dos últimos clasificados descenderán a la 1. deild karla 2021. 
Un tercer cupo para la primera ronda de la UEFA Europa Conference League 2021-22 será asignado al campeón de la Copa de Islandia.

## Equipos participantes
| Equipo             | Ciudad         | Estadio           | Capacidad |
| ------------------ | -------------- | ----------------- | --------- |
| Breiðablik         | Kópavogur      | Kópavogsvöllur    | 3.009     |
| FH                 | Hafnarfjörður  | Kaplakrikavöllur  | 6.450     |
| Fjölnir            | Vestmannaeyjar | Hásteinsvöllur    | 1.030     |
| Fylkir             | Reikiavik      | Fylkisvöllur      | 1.854     |
| HK                 | Kópavogur      | Kórinn            | 1.452     |
| ÍA                 | Akranes        | Akranesvöllur     | 3.054     |
| Íþróttafélagið     | Seltjarnarnes  | Vivaldivöllurinn  | 1.050     |
| KA                 | Akureyri       | Akureyrarvöllur   | 1.645     |
| KR                 | Reikiavik      | KR-Völlur         | 3.333     |
| Stjarnan           | Garðabær       | Stjörnuvöllur     | 1.440     |
| Valur              | Reikiavik      | Vodafonevöllurinn | 2.465     |
| Víkingur Reykjavík | Reikiavik      | Víkingsvöllur     | 1.848     |

### Ascensos y descensos
| Pos. | Ascendidos de 1. deild karla 2019 |
| ---- | --------------------------------- |
| 1    | Íþróttafélagið                    |
| 2    | Fjölnir                           |

| Pos. | Descendidos de Úrvalsdeild 2019 |
| ---- | ------------------------------- |
| 11   | Grindavík                       |
| 12   | ÍBV                             |

## Clasificación
| Pos. | Equipo.            | Pts. | PJ. | G. | E. | P. | GF. | GC. | Dif. | PPG. | Clasificación 2021-22                          |
| ---- | ------------------ | ---- | --- | -- | -- | -- | --- | --- | ---- | ---- | ---------------------------------------------- |
| 1    | Valur (C)          | 44   | 18  | 14 | 2  | 2  | 50  | 17  | +33  | 2.44 | Primera ronda de la Liga de Campeones          |
| 2    | FH                 | 36   | 18  | 11 | 3  | 4  | 37  | 23  | +14  | 2.00 | Primera ronda de la Liga de Conferencia Europa |
| 3    | Stjarnan           | 31   | 17  | 8  | 7  | 2  | 27  | 20  | +7   | 1.82 | Primera ronda de la Liga de Conferencia Europa |
| 4    | Breiðablik         | 31   | 18  | 9  | 4  | 5  | 37  | 27  | +10  | 1.72 | Primera ronda de la Liga de Conferencia Europa |
| 5    | KR                 | 28   | 17  | 8  | 4  | 5  | 30  | 21  | +9   | 1.65 |                                                |
| 6    | Fylkir             | 28   | 18  | 9  | 1  | 8  | 27  | 30  | −3   | 1.56 |                                                |
| 7    | KA                 | 21   | 18  | 3  | 12 | 3  | 20  | 21  | −1   | 1.17 |                                                |
| 8    | ÍA                 | 21   | 18  | 6  | 3  | 9  | 39  | 43  | −4   | 1.17 |                                                |
| 9    | HK                 | 20   | 18  | 5  | 5  | 8  | 29  | 36  | −7   | 1.11 |                                                |
| 10   | Víkingur Reykjavík | 17   | 18  | 3  | 8  | 7  | 25  | 30  | −5   | 0.94 |                                                |
| 11   | Íþróttafélagið (R) | 8    | 18  | 1  | 5  | 12 | 15  | 43  | −28  | 0.44 | Descenso a 1. deild karla 2021                 |
| 12   | Fjölnir (R)        | 6    | 18  | 0  | 6  | 12 | 15  | 40  | −25  | 0.33 | Descenso a 1. deild karla 2021                 |

(C) Campeón; (R) Descendido.

## Tabla de resultados cruzados
| Local \ Visitante  | BRE | FH  | FJO | FYL | HK  | IA  | IPR | KA  | KR  | STJ | VAL | VIK |
| ------------------ | --- | --- | --- | --- | --- | --- | --- | --- | --- | --- | --- | --- |
| Breiðablik         | —   | 3–3 | 3–1 | 3–0 | —   | 5–3 | 3–0 | 1–1 | 0–2 | 2–1 | 1–2 | —   |
| FH                 | 3–1 | —   | 1–0 | 1–2 | 4–0 | 2–1 | 2–1 | 0–0 | —   | 1–2 | 1–4 | 1–0 |
| Fjölnir            | 1–4 | 0–3 | —   | 1–2 | —   | 1–3 | 0–3 |     | —   | 1–4 | 1–3 | 1–1 |
| Fylkir             | 0–1 | 1–4 | 2–0 | —   | 3–2 | —   | 2–0 | 4–1 | 0–3 | 1–1 | —   | 2–1 |
| HK                 | 1–0 | 2–3 | 3–1 | —   | —   | —   | 3–0 | —   | 1–1 | 2–3 | 0–4 | 0–2 |
| ÍA                 | —   | 0–4 | —   | 3–2 | 2–2 | —   | 3–0 | 3–1 | 1–2 | 1–2 | 2–4 | 2–2 |
| Íþróttafélagið     | 0–1 | —   | 2–2 | 0–2 | 4–4 | 0–4 | —   | 2–4 | —   | —   | 0–3 | 1–1 |
| KA                 | 2–2 | —   | 1–1 | 2–0 | 1–1 | 2–2 | 1–0 | —   | 0–0 | 0–0 | —   | 0–0 |
| KR                 | 3–1 | 1–2 | 2–2 | 1–2 | 0–3 | 4–1 | 1–1 | —   | —   | 1–2 | 4–5 | 2–0 |
| Stjarnan           | —   | 1–1 | 1–0 | 2–1 | 4–1 | —   | 1–1 | 1–1 | —   | —   | 1–5 | 1–1 |
| Valur              | 1–1 | —   | —   | 3–0 | 1–0 | 1–4 | 6–0 | 1–0 | 0–1 | 0–0 | —   | —   |
| Víkingur Reykjavík | 2–4 | 4–1 | 1–1 | —   | 1–1 | 6–2 | —   | 2–2 | 0–2 | —   | 1–5 | —   |

## Goleadores
Actualizado al 4 de octubre de 2020.
| Rank | Jugador                    | Club               | Goles |
| ---- | -------------------------- | ------------------ | ----- |
| 1    | Steven Lennon              | FH                 | 17    |
| 2    | Patrick Pedersen           | Valur              | 14    |
| 3    | Thomas Mikkelsen           | Breiðablik         | 13    |
| 4    | Tryggvi Hrafn Haraldsson   | ÍA                 | 12    |
| 5    | Óttar Magnús Karlsson      | Víkingur Reykjavik | 9     |
| 6    | Valdimar Þór Ingimundarson | Fylkir             | 8     |
| 6    | Stefán Teitur Þórðarson    | ÍA                 | 8     |